# Serhí Skatxenko
Serhí Víktorovitx Skatxenko (Pavlodar, Kazakhstan, 8 de novembre de 1972) és un futbolista ucraïnès retirat que disputà disset partits amb la selecció d'Ucraïna.